# لوئی امون
لوئی امون (به فرانسوی: Louis Hémon) نویسنده قرن نوزدهم میلادی اهل فرانسه است.